# José Torres Gil
José Augusto Torres Gil (Santa Cruz de la Sierra, 28 de março de 1995) é um ciclista argentino.

## Início da vida
Filho de pais argentinos que se mudaram a trabalho, nasceu em Santa Cruz de la Sierra, na Bolívia, em 28 de março de 1995. Posteriormente, estabeleceu-se na cidade de Córdoba aos 11 anos com sua família.
A atividade de José começou aos catorze anos com o seu irmão gémeo Francisco. Já participou de campeonatos internacionais como Nass, Fise World, UCI BMX Freestyle Park World Cup e Simple Session.

## Carreira
Em 2017, Torres conseguiu sagrar-se campeão da categoria profissional no Nass Pro Park, vencendo os melhores pilotos do mundo em Bristol, na Inglaterra. Em 2018 conquistou ouro na categoria profissional na competição Simple Session que aconteceu na Estônia. Torres Gil conquistou a medalha de prata nos Jogos Pan-Americanos de 2019, em Lima, no Peru.
Ele competiu no UCI BMX Freestyle World Championships de 2023 em Glasgow, Escócia. Ganhou o ouro nos Jogos Pan-Americanos de 2023 em Santiago, Chile.
Ele competiu nos Jogos Olímpicos de Verão de 2024 em Paris, onde passou pela fase preliminar para se classificar para a final. Ele marcou 94,82 na primeira corrida final, o que acabou sendo suficiente para conquistar a medalha de ouro. Ele se tornou o primeiro medalhista de ouro da Argentina no BMX livre.